# Microporellidae
Microporellidae zijn een familie van mosdiertjes uit de orde Cheilostomatida en de klasse van de Gymnolaemata.

## Geslachten
- Calloporina Neviani, 1895
- Chronocerastes Gordon, 1989
- Flustramorpha Gray, 1872
- Microporella Hincks, 1877

Niet geaccepteerde geslachten:
- Diporula Hincks, 1879 → Microporella Hincks, 1877
- Fenestruloides Soule, Soule & Chaney, 1995 → Fenestrulina Jullien, 1888
- Microporelloides Soule, Chaney & Morris, 2003 → Microporella Hincks, 1877
- Tremolyrula Vigneaux, 1949 → Microporella Hincks, 1877
- Trypematella Canu & Bassler, 1920 → Microporella Hincks, 1877